# Kanton Macouba

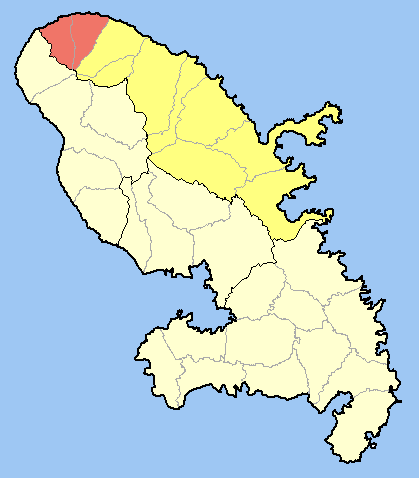
Lage des Kantons Macouba im Arrondissement La Trinité und im Übersee-Département Martinique

Der Kanton Macouba war ein Kanton im französischen Übersee-Département Martinique im Arrondissement La Trinité. Er umfasste die Gemeinden Grand’Rivière und Macouba.
Vertreter im Generalrat des Départements war seit 2011 Joachim Bouquety.